# Nekeshia Henderson
Nekeshia Shiondrail Henderson (28 febbraio 1973) è un'ex cestista statunitense, professionista nella ABL e nella WNBA.